# Jean-Joseph David
Jean-Joseph David, surnommé le « roi médecin », né le 28 novembre 1902 à Paris et mort le 8 octobre 1969 à Yerres dans l'Essonne, est un médecin colonial français connu notamment pour ses activités de résident de France à Wallis-et-Futuna de 1933 à 1938, et son poste de chef de la région du Haut-Nyong au Cameroun de 1939 à 1945 où il exerce les pleins pouvoirs, et où avec d'autres médecins il tente d'éradiquer la maladie du sommeil.

## Biographie

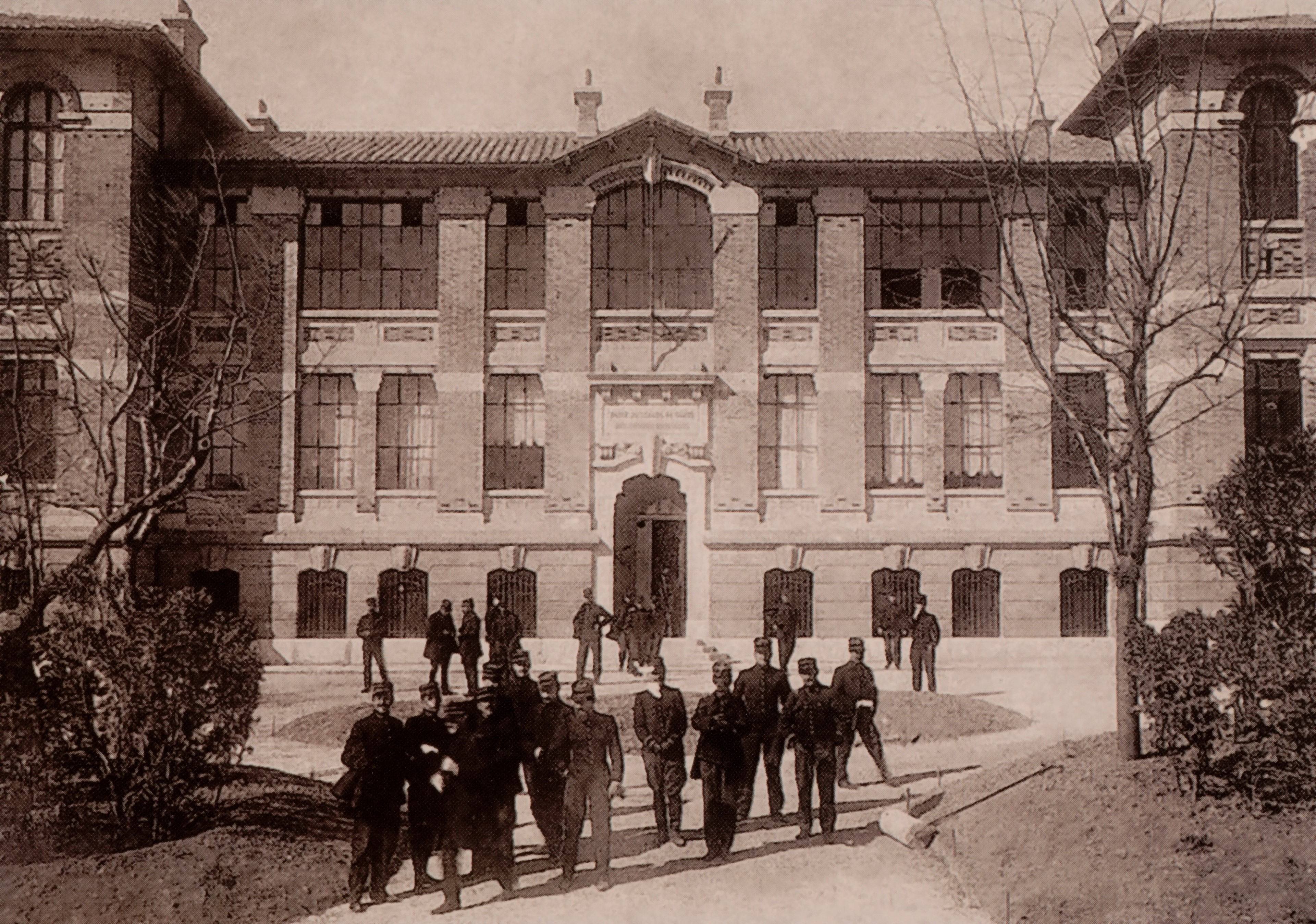
L'École du Pharo en 1907, soit quelques années avant que Jean-Joseph David y suive sa formation.

### Études
Jean-Joseph-David, né le 28 novembre 1902 à Paris, commence par suivre une formation en santé à la faculté Faculté de médecine de Montpellier dès 1920. Par la suite il se rend à Bordeaux pour étudier à l'École du service de santé des armées de Bordeaux puis de 1924 à 1929 il étudie à l'École du Pharo où il apprend la médecine coloniale,. Il présentera sa thèse de doctorat le 9 janvier 1929. À la fin de ses études, il sort de sa formation avant dernier de sa promotion (40e) et devient ainsi officier des troupes coloniales. Il quitte Marseille pour Raqqa en Syrie où il est nommé médecin alors que le territoire est encore sous mandat français. Il y reste quatre années et part en 1934 pour Wallis-et-Futuna en Océanie qu'il choisit comme nouveau lieu d'affectation.

### Wallis(1933-1938)
Jean-Joseph David arrive le 16 septembre 1933 dans le territoire de Wallis-et-Futuna, deux îles du Pacifique sud sous protectorat français en place depuis 1888, David est le 17e résident français nommé sur ce territoire et est le premier à être médecin-résident. Représentant l'administration française, il doit composer avec les missionnaires maristes et les rois coutumiers. La présence européenne est très réduite, avec une dizaine d'Occidentaux sur place, par rapport aux 6 202 wallisiens et futuniens autochtones. Sa première année est capitale du fait de l'instabilité politique dans le territoire liée à la crise du coprah. Quelque mois après l'arrivée de David, le roi coutumier en place à Wallis (Lavelua), Mikaele Tufele II décède tragiquement. Profitant de son importance déjà en place dans la politique de l'archipel, Jean-Joseph David décide de ne pas procéder à l'élection d'un nouveau souverain et obtient quasiment le statut coutumier de Lavelua. Son mariage avec Sophie-Marie Brial une princesse wallisienne fille du couple Aloisia Brial et Julien Brial lui permet de s'affirmer davantage. La population l'appelle alors Te Hau Tavite, « le roi David ». Se sentant dans une bonne passe, il décide même de faire circuler une pétition pour que le territoire soit annexé par la France, mais la proposition échouera.

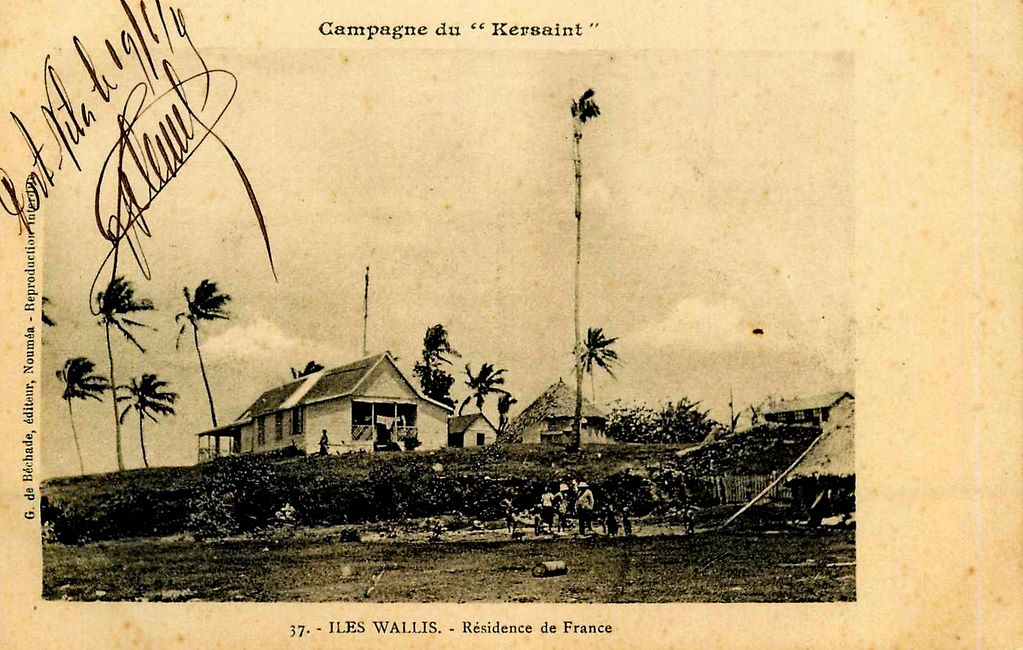
Maison du Résident de France à Wallis-et-Futuna de 1902 à 1909.

Jean-Joseph David met en place de grands travaux : création de routes, développement des cocoteraies, plantation de nouvelles cultures comme le manioc. Pour cela, il détourne le système de travaux collectifs présent dans la société wallisienne, le fatogia. Grâce à son alliance avec les Aliki, nobles wallisiens, il fait mettre en place un système de corvées coutumières, comme l'avait fait précédemment la reine Amelia Tokagahahau. Du fait de son autoritarisme, il est surnommé « Docteur Machette » ou lea tahi (en wallisien, « celui qui ne donne des ordres qu'une seule fois », à qui il faut obéir de suite). Comme l'indique Claire Fredj, « David n’a pas été que médecin mais aussi résident, chef des travaux, juge de paix, « roi » ; il installe un nouvel hôpital, une école, développe le sport afin d’œuvrer à l’amélioration physique [des Wallisiens] qu’il cherche également à mettre au travail (forcé) pour développer l’île ». Supporteur de football, il ramène aussi la culture du ballon rond et met en place l'équipe de Wallis-et-Futuna de football en 1934. En parallèle, il développe l'éducation avec l'ouverture d'une école publique, mais l'expérience échoue après quelques années, face à la réticence des missionnaires qui supervisent l'enseignement. En 1935, il fait construire l'actuel hôpital de Sia à Wallis avec 25 lits permettant d'améliorer le système de santé. Il s'ajoute à cela en 1937 un local pour la maternité. Il fait également installer de grandes citernes d'eau dans les villages permettant aux habitants de ne pas à avoir se déplacer en bord de mer pour se servir en eau ou nettoyer le linge.
Il termine son poste le 12 janvier 1938 et revient en France en février 1938. Il en profite pour se marier officiellement le 28 août 1939 à Saint-Mandé dans le Val-de-Marne avec Sophie-Marie Brial.

### Haut-Nyong (1939-1943)

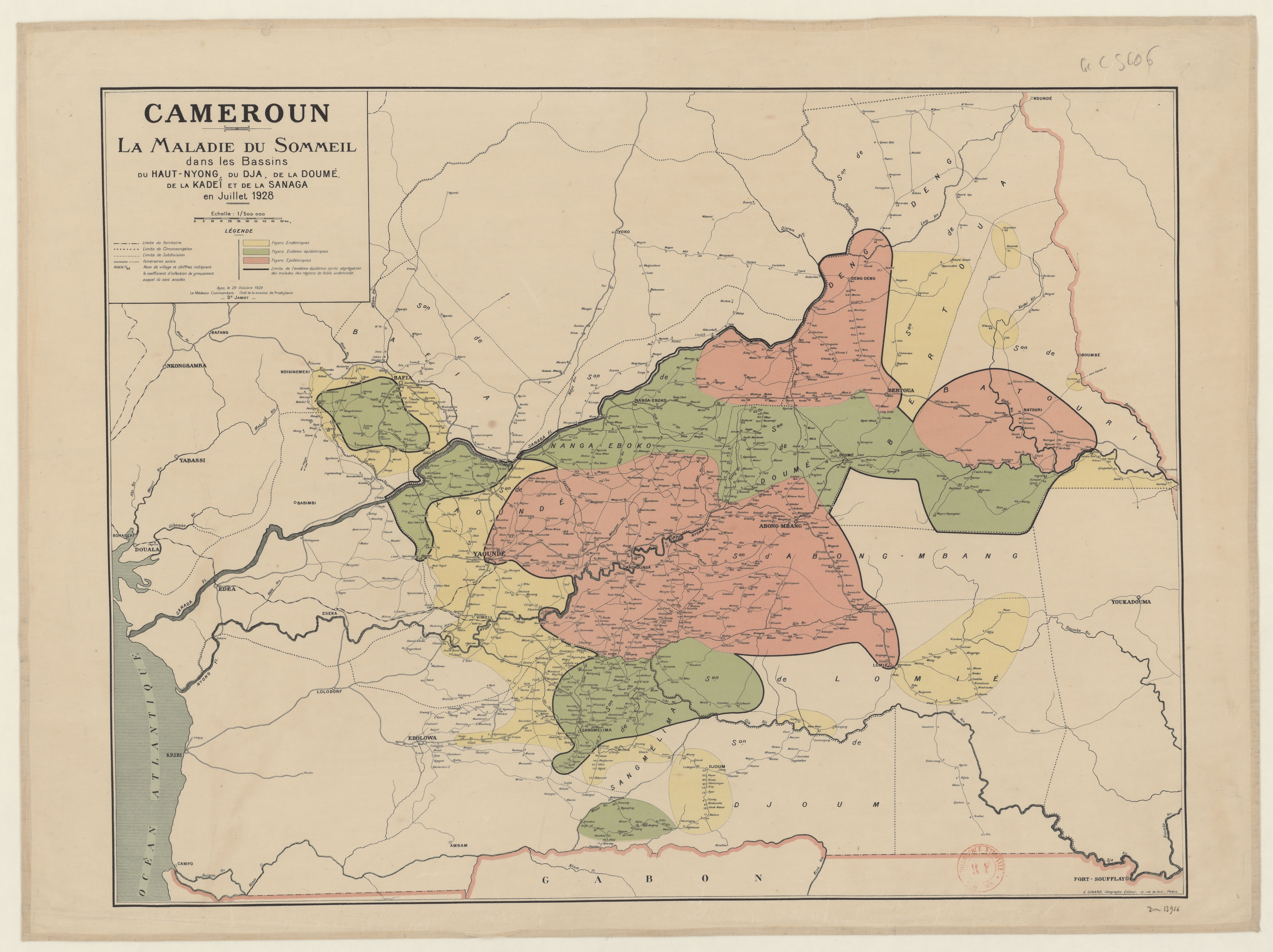
Carte du Haut-Nyong au Cameroun en 1925.

Le 30 octobre 1939, le médecin colonial Jean-Joseph David est nommé chef de la région médiale du Haut-Nyong par le gouverneur Richard Brunot. Premier à occuper ce poste nouvellement créé, la nomination d'un médecin à la tête de l'administration d'une région camerounaise s'explique par la multiplication des cas de trypanosomiase appelé couramment maladie du sommeil dans le territoire. L'administration française n'a plus la capacité de stopper l'épidémie. Le Cameroun est une ancienne colonie allemande donnée à la France après la Première Guerre mondiale, elle est la vitrine de la médecine coloniale française. Il est secondé par cinq médecins : Henri Koch (à Messamena), Eugène Pape (à Abong-Mbang), Fernand Gailhbaud, Sylvain Lagarde et le capitaine Giraud. Les travaux d'Eugène Jamot qui a réalisé les premières actions sanitaires dans le pays (1879-1937) et de ses équipes (et ceux de leurs prédécesseurs allemands) sont repris, avec les hypnoseries, cantonnements sanitaires pour les populations atteintes de maladie du sommeil (trypanosomiase africaine), ou sommeilleux.

« Il serait vain de penser qu’une action médicale isolée puisse suffire à rétablir l’équilibre démographique tant qu’elle ne sera pas complétée par d’importants travaux d’hygiène, de culture et d’équipement économique. L’assainissement du pays, la construction de villages modèles, le développement des ressources individuelles, en un mot, l’amélioration de la situation sociale de l’autochtone restent finalement les armes les plus efficaces. C’est là, sur le plan administratif, la tâche qui incombe à la Région médicale »

— Jean-Joseph David, Annales. Histoire, Sciences Sociales 2010/1 (65e année)

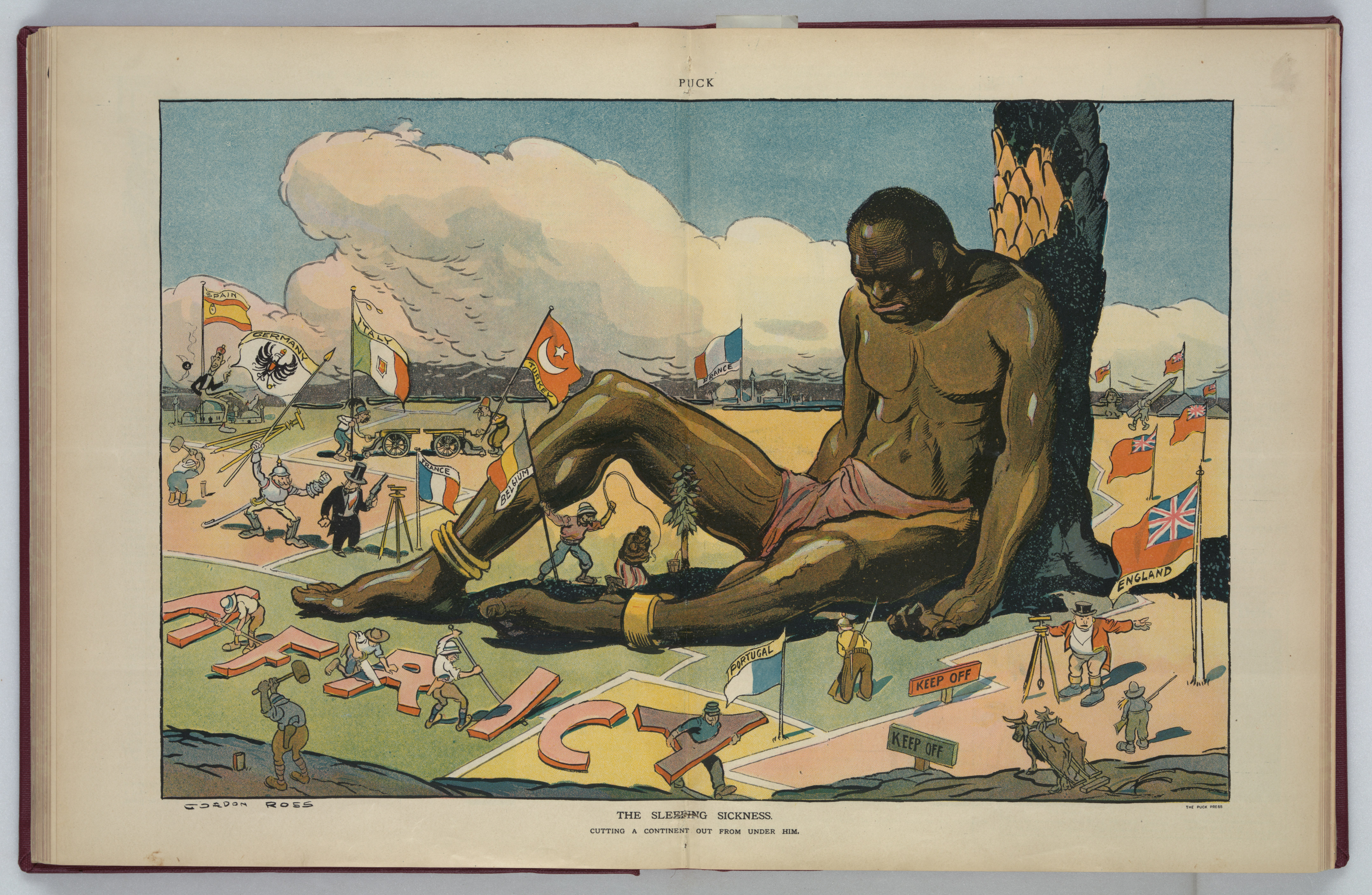
La maladie du sommeil sous la forme d'un géant noir endormi sur un sol découpé par les puissances européennes (caricature de l'hebdomadaire Puck, 1911).

Dès le début, Jean-Joseph David va s'intéresser à la culture du caoutchouc dans le pays, une matière qui est très convoitée en pleine seconde guerre mondiale. Les habitants ne veulent cependant pas participer à ces récoltes qui les exposent d'autant plus à la maladie du sommeil. David est bloqué par un décret de 1937 indiquant qu'« au Cameroun le travail est libre ». Dans l'utopie contraire de ce que projette le médecin colonial pour le territoire, il modifie ce décret et instaure ainsi le travail forcé sur le territoire. Cependant, les conséquences de ces récoltes sont terribles pour la santé des Camerounais. L'épidémie était en baisse entre 1937 et 1939, avec chaque année une baisse successive de 50%. Néanmoins, avec l'arrivée de Jean-Joseph David et le décuplement des récoltes de caoutchouc entre 1940 et 1943, l'épidémie repart à la hausse et atteint 0,34 % en 1944, à 1,29 % en 1945, soit un niveau similaire au pic de l'épidémie dans le pays en 1920.
Concomitamment, il s'attaque à la refonte du secteur scolaire de la région. Il réforme les enseignement à l'école pour y ajouter des conférences sur l'hygiène mais aussi la mise en place de dépistages annuels contre les maladies réalisés par des médecins et des infirmiers. Il fait reconstruire les neuf écoles déjà existantes et en ajoute trois autres. David constate lui même les effets positif de sa réforme, confirmés par un rapport d’inspection du chef du service de l’enseignement du territoire en 1943 : « Le Secteur Scolaire du Haut-Nyong est en passe de devenir celui qui présentera les plus belles réalisations scolaires ».
Ses supérieurs sont très satisfait de son travail et cela se traduit par une promotion le 2 avril 1943, par un décret du Général de Gaulle, en tant que médecin lieutenant colonel.

### Fin de vie (1943-1969)

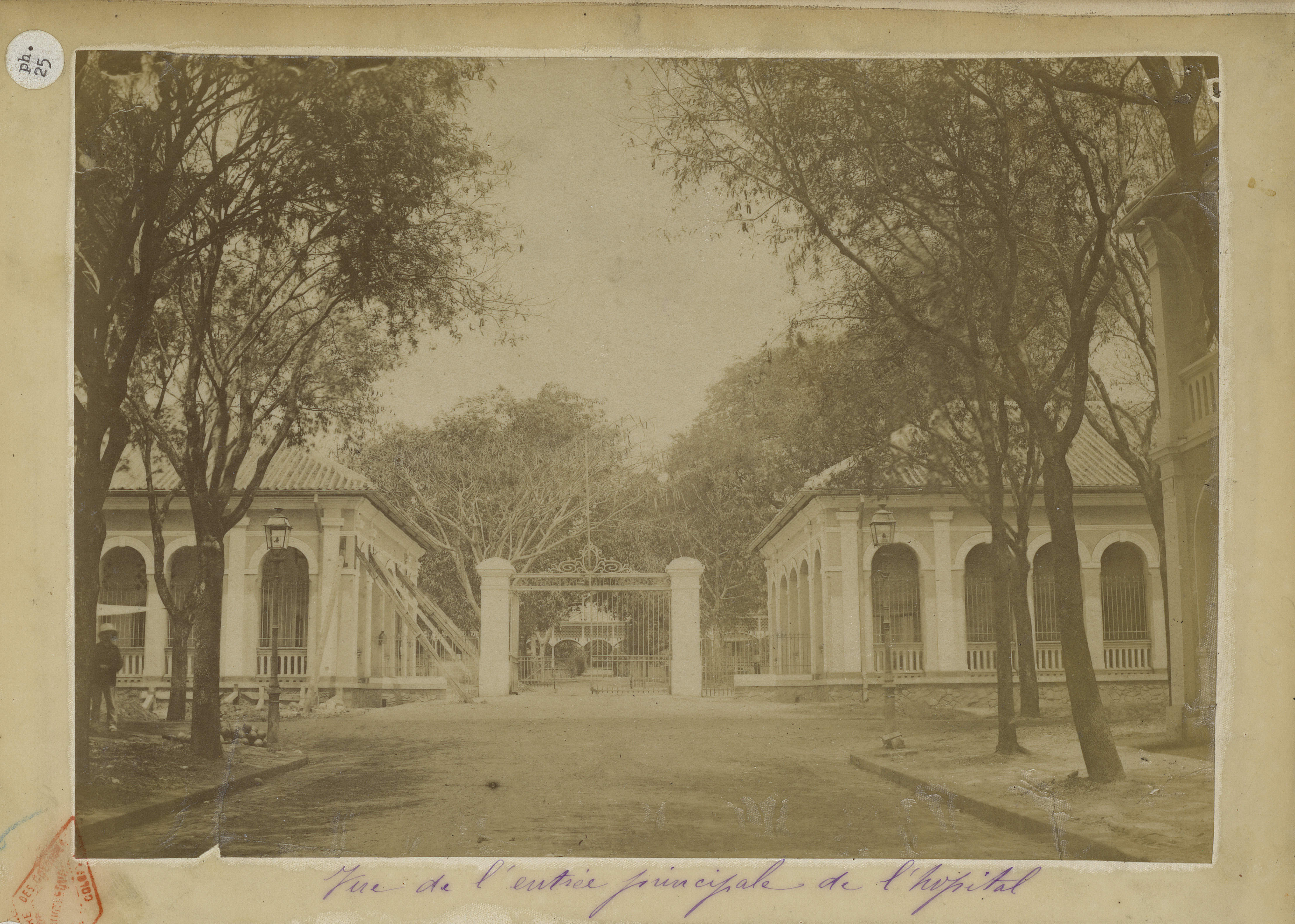
Hôpital militaire Grall à Saïgon au Viêt Nam.

La fin de vie de Jean-Joseph David n'est qu'assez peu documentée. Après son départ du Cameroun, malade (on suppose le paludisme ou la filariose), il est affecté à Yaoundé puis à Brazzaville au Congo, capitale de l'Afrique-Équatoriale française, où il est soigné. Il participe en 1944 à la Conférence de Brazzaville qui acte du sort de l'Empire colonial français. Il part en convalescence en Algérie pendant plus de trois mois. Dans la même période, il quitte Sophie-Marie Brial le 6 juin 1945 avec qui il était marié depuis 7 ans pour se remarier le 3 novembre 1945 à Saint-Mandé.
En 1951, David est envoyé à Saïgon au Viêt Nam où il devient Médecin-Chef de Hôpital militaire Grall. Cependant, son travail est souligné par ses supérieurs comme de moins bonne qualité. Il n'est plus aussi rigoureux et possède un caractère ombrageux. Ce passage en Indochine lui fera tout de même valoir la Croix de Guerre des Théâtres d’Opérations Extérieures en 1953. Cette même année, atteint de la tuberculose, il est rapatrié en France . Entre septembre 1953 et juin 1954, il suit des cours au Centre des hautes études militaires. Durant cette même période, il publie deux ouvrages, « Magie et chasse dans la foret camerounaise » qui traite de son passage à Messamena au Cameroun et « La Médecine de l'espérance » sur un sujet plus centré sur la médecine. David prend une retraite anticipée le 1er avril 1955 et travaille ensuite comme délégué médical pour une petite entreprise pharmaceutique. Il meurt le 8 octobre 1969 alors âgé de 66 ans à Yerres en région parisienne.

## Postérité

### Enquête sur sa vie par des historiens
Wang Sonné, historien camerounais, a enquêté sur le passage au Cameroun de Jean-Joseph David. En 2002, Guillaume Lachenal, historien français, rencontre Wang Sonné pour échanger sur ce sujet. Cette discussion mène à l'écriture du premier livre de l'historien français, « Le médicament qui devait sauver l’Afrique » paru en 2015. Il enquête plus précisément après l'écriture de son livre sur le cas de David, mais les recherches sont compliquées à la suite du décès de Wang Sonné en 2002 et de l'incendie qui ravage les archives de la préfecture d’Abong-Mbang lors des émeutes de 2007. C'est d'ailleurs lors de cette enquête que pour la première fois est fait ce lien entre le Jean-Joseph David à Abong-Mbang et le Jean-Joseph David à Wallis. De cette enquête, Guillaume Lachenal tire un livre en 2017, médiatisé, sous le nom de « Le médecin qui voulut être roi. Sur les traces d’une utopie coloniale »..

### Jean-Joseph David aujourd'hui et son impact
Jean-Joseph David n'est que très peu connu, à la différence de certaines médecins coloniaux français. En 2022, aucune école ou rue ne porte son nom. Cependant, son cas a été à deux reprises le sujet d'enquêtes d'historiens. Les traces de son passage sont encore présentes dans les deux lieux où il exerça ses fonctions, certaines infrastructures (écoles, hôpitaux, routes) dont il lança la construction sont encore utilisées en 2022.